# نويل كانتويل
نويل كانتويل (بالإنجليزية: Noel Cantwell)‏ (28 فبراير 1932 بكورك في جمهورية أيرلندا - 8 سبتمبر 2005 في المملكة المتحدة) هو مدرب كرة قدم ولاعب كركيت ولاعب كرة قدم أيرلندي في مركزي الدفاع والظهير. شارك مع منتخب جمهورية أيرلندا لكرة القدم. أما مع النوادي، فقد لعب مع مانشستر يونايتد ووست هام يونايتد وCork Athletic F.C. ‏.

## وصلات خارجية
- نويل كانتويل على موقع إي آس بي آن كريك إنفو (الإنجليزية)
- نويل كانتويل على موقع الاتحاد الأوربي (الإنجليزية)
- نويل كانتويل على موقع قاعدة بيانات كرة القدم.إي يو (الإنجليزية)
- نويل كانتويل على موقع ناشيونال فوتبول تيمز (الإنجليزية)